# St. Antonius Einsiedler (Gerlingen)

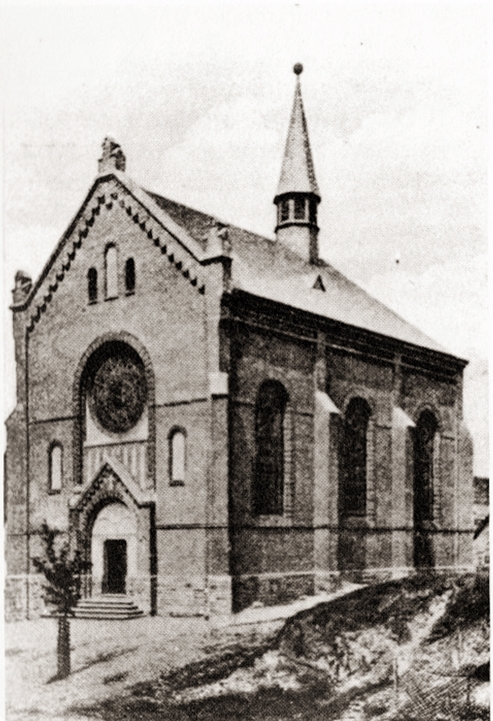
Pfarrkirche St. Antonius Einsiedler, Ansicht aus der Zeit um 1900

Die katholische Pfarrkirche St. Antonius Einsiedler ist ein ortsbildprägendes Kirchengebäude in Gerlingen, einem Ortsteil von Wenden (Sauerland) im Kreis Olpe (Nordrhein-Westfalen). Die Gemeinde gehört zum Dekanat Südsauerland im Erzbistum Paderborn.

## Geschichte und Architektur
Der Text der Urkunde Lage der Besitztümer, alte Rechte, Gewohnheiten, Einkünfte und Erträge und Güter des Pastorathauses der Wendener Kirch  lautet sinngemäß übersetzt Das Mölmicker Holz mit seinem dazugehörigen Feld, in Wiesen, in Wasser, in Heiden, in Hochwald, in Niederwald und in Hecke ist erblich übergeben worden dem Pfarrhofe zu Wenden für 10 viertell zu wasserheine jährlich aus Pastorsgütern der Liesen zu Wenden abzugeben.

### Erste Kapelle
Urkundliche Überlieferungen für eine Kapelle liegen in einem Bericht des Generalvikars von Köln aus dem Jahr 1628 vor. Es wird berichtet, dass diese Kapelle unter dem Patrozinium des Antonius Einsiedler und der Mutter Anna stand. Der Altar wurde im Dreißigjährigen Krieg zerstört und am 20. Juli 1647 zu Ehren der beiden Kirchenpatrone wieder eingeweiht. Der Paderborner Weihbischof Bernhard von Frick weihte anlässlich einer Reise durch das Kurkölnische Sauerland  die geschändeten und zerstörten Kirchen. Er weihte am 20. Juli 1647, nach Eintragungen in seinem Tagebuch, den Altar neu. Es wurden Reliquien der Barbara und es des Antonius mit in den Altar gegeben. Mit der Zeit wurde das Gebäude baufällig, es ist ein Bericht des Pfarrers Arnoldi über den Zustand der Kirche überliefert: „Wir zeitliche pastor und provisores der Pfarrkirchen St. Severin Episcopi zu Wendem thuen kund, zeugen und bekennen für uns und unßere succeßoren. Demnach unßere Filial Kirch zu Gerlingen oder Kapell S. Antonii Eremitae und S. Annae, welche von Holtz vor alten Zeithen und Jahren gebawet worden und mit Stroh bedecket geweßen, wegen Baufälligkeit und Engen Begrieff erneuert werden müßen, und dan die nothwendige Überlegung beschehe, daß eine neue Capell bis unter das Tach aufgemauert und mit leyensteine sothanes Tach versehen auch dieses newe Gotteshauß erweitert würd.“

### Zweite Kapelle

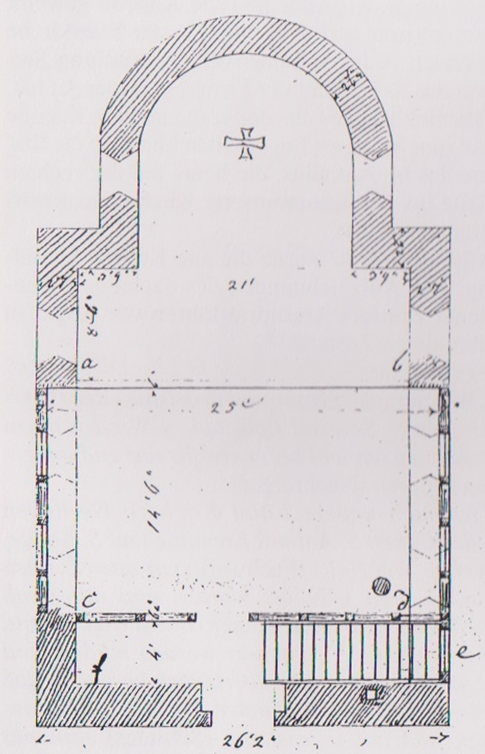
Grundriss der Kapelle von 1734

Der Bau wurde abgebrochen und an derselben Stelle wurde 1734 ein Grundstein für die neue Kapelle gelegt. Hier wurde auch über verschiedene Schenkungen und Stiftungen berichtet. Der Kapellenprovisor Johannes Greve wurde vom Pastor mit dem Bau einer neuen Kapelle beauftragt. Im Herbst 1735 gab es finanzielle Probleme, die den Bau verzögerten, die Kapelle wurde am 29. Juli 1736 durch den Pastor Arnoldi eingeweiht. Eine Abschrift der Einweihungsurkunde ist überliefert: Franz Caspar von Francken-Sierstorpf, von Gottes Gnaden und des Apostolischen Stuhles Gnaden Bischof von Radiopolis, Weihbischof und Generalvikar des Erzbischofs und Kurfürsten von Köln, Clemens August von Bayern, als Weihbischof Vorsitzender des Domkapitels und Dekan der Stifte St. Severin, von Maria im Capitol und von St. Ursula usw. Der Pastor bekam die Erlaubnis, die Kapelle in Gerlingen im westfälischen Teil der Erzdiözese Köln, die zu Ehren des hl. Eremiten Antonius und der hl. Anna errichtet worden ist, in einfacher Form ohne die hl. Salbung zu weihen und zum Gottesdienst freizugeben. Der Bau hatte eine Grundfläche von etwa 60 m², der Westturm war etwa sechs bis sieben Meter hoch, in ihm hing eine kleine Glocke. Die Glocke wurde mit einem Hanfseil, das bis in die Kapelle reichte, geläutet. 1876 wurde eine neue, 225 Pfund schwere Glocke angeschafft. Die alte Glocke war herabgestürzt und hatte einen Riss, sie wurde eingeschmolzen. Der freie Platz mit einer Größe von etwa 15 × 18 Metern, auf der die Kapelle stand, war mit Pappeln und Eschen umgeben. Im Innenraum standen der Hochaltar und die Figuren des Antonius, der Barbara der Anna und der Maria, sie stammten noch aus der Kapelle von 1628. Der Mutter-Gottes-Altar stand auf der linken, der sogenannten Frauenseite. Das Gebäude war durch einen Haupt- und einen Seiteneingang erschlossen. In dieser Kapelle befand sich ein Gedenkstein mit der Inschrift ANNO 1734 DEO, B. VIRGINI PATRONIS ANTONIO ET ANNAE PIET FIT EXTRVCT SUB AD R. D. PASTORE PETRO ARNOLDI ET JOHANNE GREVE PROVISORE (Im Jahre 1734 ist die Kapelle von dem hochw. Herrn Pastor Peter Arnoldi zur Ehre Gottes, der gebenedeiten Jungfrau, unserer lieben Patrone Antonius und Anna erbaut worden, als Johannes Greve Provisor war). Da zum Ende des 18. Jahrhunderts die Anforderungen an das Schulgebäude nicht mehr den Erfordernissen genügten, wurde in die Kapelle eine Zwischendecke eingezogen und hier ein Schulraum eingerichtet. Der Raum war durch einen von der Straße aus ansteigenden Pfad erschlossen. Den Bauentwurf fertigte der Wegemeister Borggreve an. Der Schulraum wurde bis 1895 benutzt. Im Laufe der Zeit wurde die Kapelle wegen des Anwachsens der Bevölkerung zu klein, außerdem war der Bau feucht und muffig. Mit dem Abbruch wurde 1896 begonnen, die Einrichtung des Schulraumes, die Fenster und die Bäume rund um die Kapelle, wurden versteigert.

### Heutige Kirche

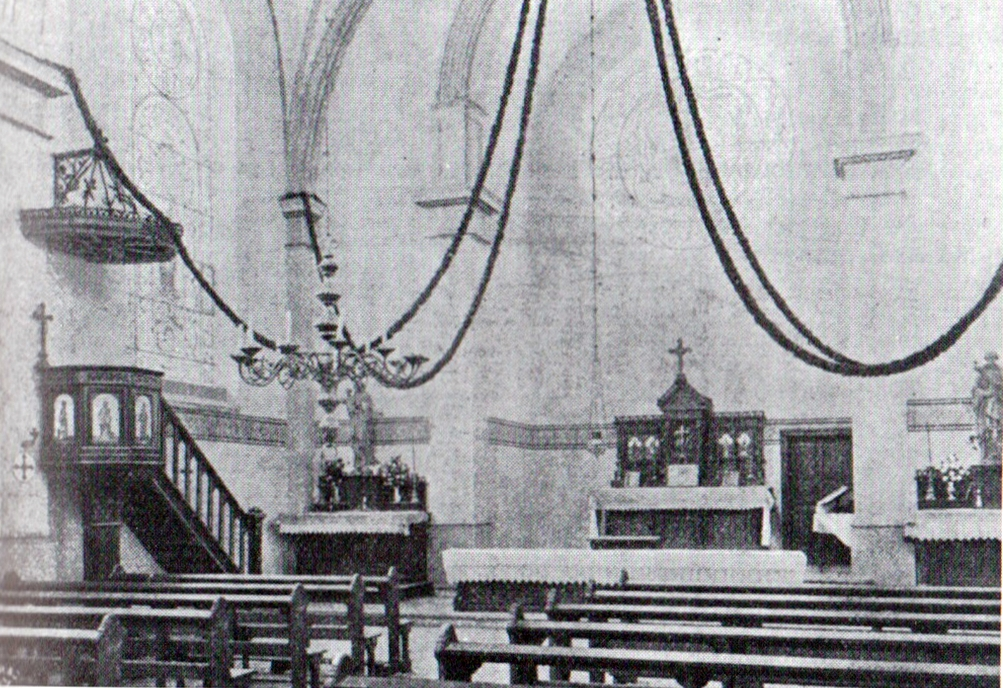
Innenansicht aus der Zeit um 1900

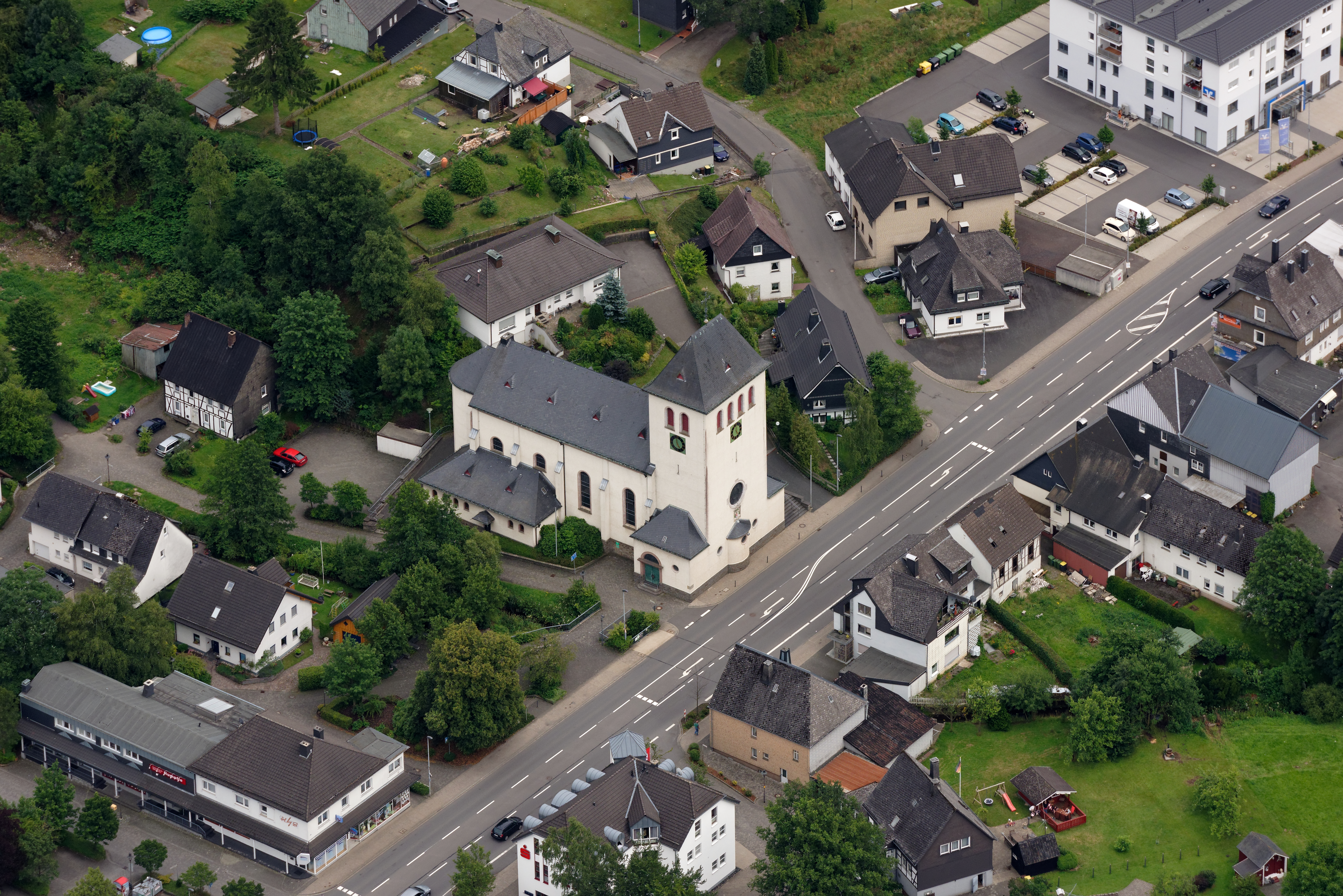
Kirche und Umgebung auf Luftbild

Die alte Kapelle wurde 1896 abgerissen und die neugebaute Kirche am 26. August 1897 durch den Bischof Hubertus von Paderborn, unter dem Patrozinium des Antonius Einsiedler und der Barbara konsekriert. Die linke Außenmauer steht auf der rechten Seite des Fundamentes der Kapelle. Die finanziellen Mittel für den Neubau stellte der in Gerlingen geborene Dompropst Schneider, der später Bischof wurde, zur Verfügung, um sich so ein bleibendes Denkmal zu setzen. Die Leitung der Baumaßnahme oblag dem Westfälischen Bauernverein, dessen Bauamt auch die Baupläne anfertigte. Für das Fundament wurden zum Teil die Steine der ehemaligen Kapelle verwendet. Das Gebäude war 18 Meter lang, 11 Meter breit und 11,50 Meter hoch. Der Altarraum mit Sakristei hatte eine Grundfläche von 5,50 × 5,35 Metern. Die Kirche wurde am 24. August 1897 von dem Bischof Hubertus von Drolshagen eingeweiht. Da zum Ende des 18. Jahrhunderts die Anforderungen an das Schulgebäude nicht mehr den Erfordernissen genügten, wurde in die Kapelle eine Zwischendecke eingezogen und hier ein Schulraum eingerichtet. Der Raum war durch einen von der Straße aus ansteigenden Pfad erschlossen. Den Bauentwurf fertigte der Wegemeister Borggreve an. Der Schulraum wurde bis 1895 benutzt. Das Gemälde über dem Hochaltar zeigt das letzte Abendmahl, zur Erinnerung an Bischof Schneider, wurde er als einer der Apostel dargestellt. Die Gemeinde wurde 1922 in den Stand einer eigenständigen Pfarrgemeinde erhoben. Wegen der steigenden Einwohnerzahlen wurde 1925 erwogen, das Gebäude zu erweitern; das Vorhaben wurde 1932 in Angriff genommen. Der erste Spatenstich wurde am 25. Juli 1932 gefeiert. Bis dahin bestand die Kirche aus drei Jochen, die den Bereich der heutigen Bankreihen im Bereich der drei großen Fenster an beiden Seiten umfassten; das Gebäude war von der Koblenzer Straße aus erschlossen. Es wurde der Kirchturm mit seinen Eingangstüren an der Seite angebaut und eine Orgelbühne errichtet. Ein Teil der Kirche wurde 1932 nach der Erweiterung verputzt. Die Turmuhr wurde 1933 eingebaut. Sie wurde im Uhrenwerk Wortmann in  Recklinghausen gebaut. Während des Zweiten Weltkrieges mussten metallische Gegenstände für kriegswichtige Zwecke abgegeben werden. Aufgrund einer Verordnung wurden ein Weihrauchfass, Prozessionsleuchter, Wasserkessel, Altarleuchter und Apostelfiguren eingezogen. In Vorahnung einer solchen Maßnahme wurden im Vorfeld einige besonders wertvolle Gegenstände bei Privatpersonen gelagert und seit 1945 wieder in der Kirche ausgestellt. In den Jahren von 1952 bis 1953 wurde das Gebäude um ein Joch nach Osten erweitert; zu diesem Zweck mussten die Sakristei und der Chorraum abgebrochen werden. Die Pläne fertigte der Architekt Klocke aus Gelsenkirchen an, er übernahm auch die Bauleitung vor Ort. Abbruchmaterial, wie z. B. die Ziegelsteine, wurden von Gemeindemitgliedern, zur Wiederverwendung  aufgearbeitet. Eine Sakristei mit zwei Räumen wurde an den neuen Chorraum angefügt. Die Baumaßnahme wurde 1953 beendet. Die Kirche erhielt ihre heutige Darstellung. Am 15. März 1953 wurde vom Lateran aus eine Antoniusreliquie überführt. Sie wird in einem Schrein aufbewahrt. Der Chorraum wurde 1968 nach Plänen des Architekten Ringelhan umgestaltet. Der Tabernakel wurde zurückgesetzt und einer Altartisch als Zelebrationsaltar nach den Bestimmungen des Zweiten Vatikanischen Konzils nach vorne gebaut. Die Kommunionbank wurde entfernt und die Kanzel abgebrochen. In dieser Zeit wurde auch die Heizungs- und Belüftungsanlage repariert und Undichtigkeiten im Kirchendach behoben. Im Mauerwerk machte aufsteigende Feuchtigkeit eine Spezialbehandlung erforderlich. Bei einer Innenrenovierung mit Schönheitsarbeiten wurden 1985 die Fenster restauriert und zum Teil neu verbleit. Die großen weißen Flächen des Deckengewölbes und der Mauern wurden gestrichen, die Ornamente blieben erhalten. Die Kirchenfenster wurden zum Teil neu verbleit und repariert. Das Dach wurde 1987 neu in Schiefer eingedeckt und die  Wände wurden neu angestrichen; diese Maßnahmen wurden 1988 abgeschlossen. Am 5. September 1993 wurde die frisch renovierte Antoniuskapelle eingeweiht. Die restaurierten Figuren Herz-Jesu und Herz Mariä wurden aufgestellt. Die Anbetungskapelle wurde 1995 angestrichen und die darin befindliche Figur der schmerzhaften Mutter dezent gefasst. Der Beichtstuhl auf der rechten Seite wurde 1997 entfernt und in der so freigewordenen Nische wurde die Kreuzigungsgruppe gestellt. Die Figuren und das Kreuz wurden 1998 gestiftet.

## Ausstattung

### Geläut

#### Glocken von 1932
- Das Geläut wurde 1932 bei der Glockengießerei Otto in Hemelingen bestellt, es bestand aus drei Glocken mit den Tönen es, ges und as[28][29], sowie einer Wandlungsglocke. Es wurde am 18. Dezember 1932 durch den Dechant Lütteken geweiht.
- Die große Glocke war dem Antonius geweiht und hatte ein Gewicht von 1671 kg. Sie trug folgende Inschrift: St. Antonius, rufe und eine des Herren Jesu Christi Gemeinde.
- Die Herz-Jesu-Glocke, mit einem Gewicht von 981 kg trug die Inschrift: Herz-Jesu, Du König aller Herzen, gepriesen seist Du in Freud und Schmerzen.
- Die Marienglocke war 728 kg schwer und war mit der Inschrift Ave Maria klinget Dein Ton, Mutter führ uns zu Deinem Sohn.
- Auf der Wandlungsglocke mit einem Gewicht von 57 kg war zu lesen: Hl. Theresia vom Kinde Jesu, bitte für uns.[30]
- Bis auf die Wandlungsglocke, wurde das Geläut für Zwecke des Zweiten Weltkrieges 1942 eingezogen.[31]

#### Glocken von 1950
- 1950 wurden vier neue Stahlglocken gekauft.
- Die Christ-König-Glocke trägt die Inschrift: Auf ewig thront der Herr als König, mit Frieden segnen wird der Herr sein Volk, Christus regna.
- Auf der Antoniusglocke steht. Deiner Kinder nimm Dich an, wende ab, was schaden kann.
- Die Muttergottesglocke ist mit der Inschrift: Alle Tage sing und sage Lob der Himmelskönigin versehen.
- Die Inschrift auf der Josefsglocke lautet: St. Josef ist gesetzt zum Vogt der Christenheit.[32]

### Sonstige Ausstattung
- 1933 schreinerte die Firma Schneider aus Eslohe 12 neue Kirchenbänke für den Erweiterungsteil.
- Das Holzrelief der Theresia vom Kinde Jesu wurde 1933 gestiftet, das Pendant mit der Darstellung des Antonius von Padua wurde im selben Jahr angeschafft. Beide Arbeiten schnitzte ein Künstler mit dem Namen Reimann.
- Ein vergoldeter Kelch aus massivem Silber stellte der Goldschmied Cassau aus Paderborn 1932 her. Der Kelch ist am Fuß mit sechs Heiligenfiguren geschmückt. Er war ein Geschenk der Gemeinde an den scheidenden Dechant Lütteken.[33]
- Die erste Orgel baute Franz Eggert aus Paderborn, das Instrument besaß sechs Register.
- Eine neue Orgel wurde von 1970 bis 1971 von Emanuel Kemper aus Lübeck erbaut, sie wurde am 19. März 1971 eingeweiht.[34] Sie hat 22 Register und 1726 Pfeifen.[35] Die kleinste Pfeife ist einen Zentimeter und die größte 2,80 Meter hoch.[36]
- Von der 1736 eingeweihten Kapelle ist das Fragment eines Gedenksteines erhalten, er trägt den Rest einer Inschrift: ANNO 1734 DEO, B. VIRGINI PATRONIS ANTONIO ET ANNAE PIET FIT EXTRVCT Der Stein ist im linken Flur der Kirche ausgestellt.[37]
- Die Pietà, eine Arbeit des Bildhauers Drolshagen, wurde 1932 von Dechant Lüttecken gestiftet. Sie hatte ursprünglich einen Sockel. Heute steht sie ohne Sockel in der Anbetungskapelle.[38]
- Während des Anbaues im Jahr 1953 entwarf der Architekt Klocke einen Hauptaltar, einen Antoniusaltar, eine Kommunionbank, einen Tabernakel die Kanzel und neue Fenster. Sie wurden in dieser Zeit angefertigt.[39]